# ラプラス数
ラプラス数（ラプラスすう）とは、流体力学で用いられる無次元数の一つである。以下のようにして求められる。
{\displaystyle La={\frac {\sigma \rho L}{\mu ^{2}}}={\frac {1}{Oh^{2}}}}
ただし、{\displaystyle La}はラプラス数、{\displaystyle \sigma }は液滴の直径、{\displaystyle \rho }は流体の密度、{\displaystyle L}は流体の表面張力、{\displaystyle \mu }は流体の粘性、{\displaystyle Oh}はオーネゾルゲ数である。